# Каштан Іващенка
Каштан Іващенка — ботанічна пам'ятка природи місцевого значення в Україні, розташована в Києві, у Печерському районі.  

## Опис
Дерево росте біля будинку № 10 на вулиці Рибальській .  
Каштан має обхват стовбура 3,2 метра, висоту 25 метрів, а його вік перевищує 150 років. Дерево знаходиться у доброму стані.  

## Охоронний статус
Каштан отримав статус ботанічної пам'ятки природи місцевого значення рішенням Київради від 22 травня 2013 року.  

## Галерея

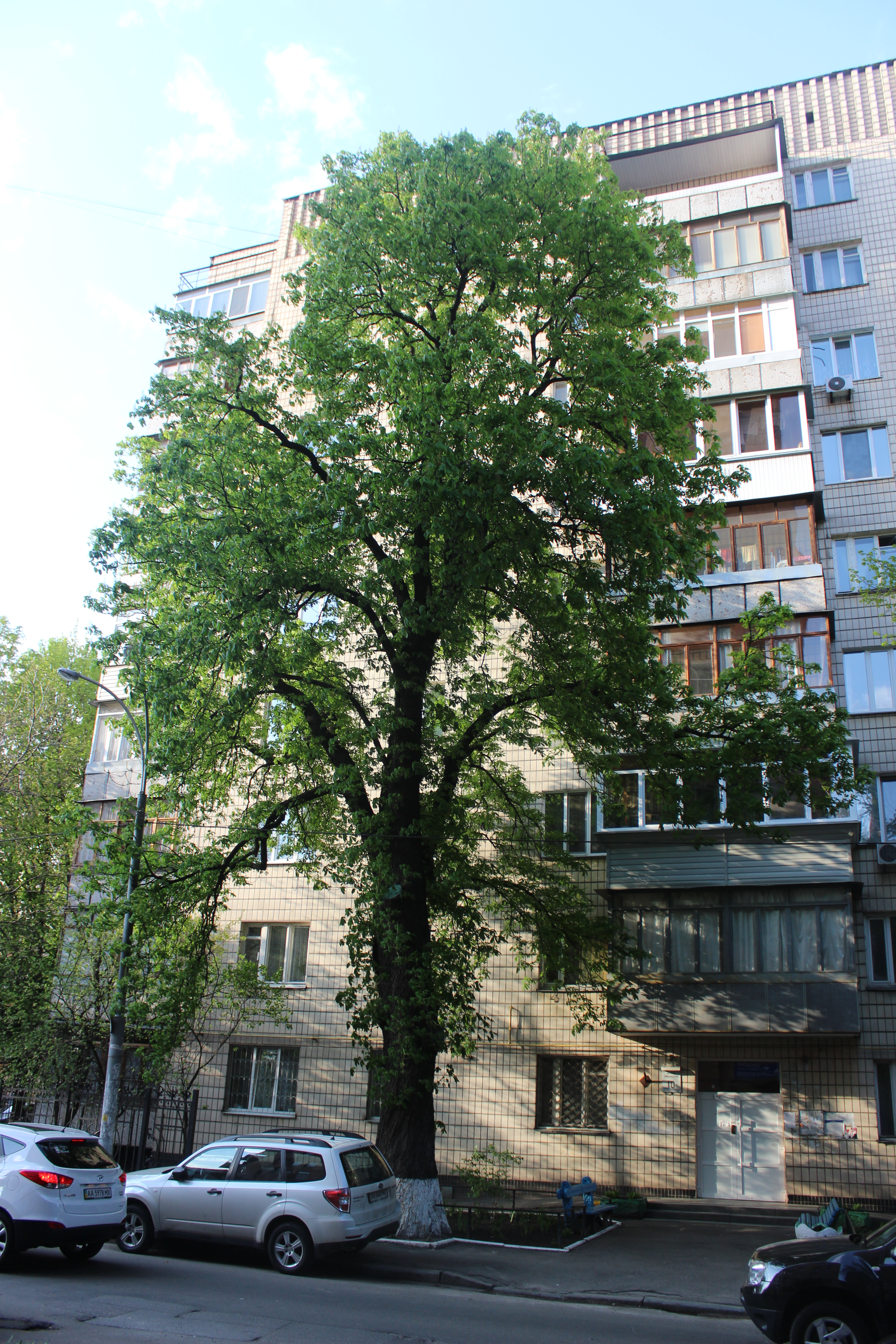
Каштан Іващенка